# Panchthar
Panchthar é uma cidade do Nepal.